# Copa del Rey de baloncesto 2022
La 86.ª edición de la Copa del Rey de baloncesto se celebró en el Palacio Municipal de Deportes de Granada del 17 al 20 de febrero de 2022.

## Equipos participantes
Los ocho primeros clasificados después de la primera mitad de la temporada regular de la Liga Endesa 2021-2022, se clasificaron para el torneo.
| - Barça - Real Madrid - Valencia Basket - Club Joventut Badalona | - BAXI Manresa - UCAM Murcia - Río Breogán - Lenovo Tenerife |

## Árbitros
La ACB dio a conocer los 12 árbitros que acudirán a la 86.ª edición de la Copa del Rey de baloncesto:
- Jordi Aliaga Solé (4 ediciones)
- Fernando Calatrava Cuevas (8 ediciones)
- Martín Caballero Madrid (3 ediciones)
- Antonio Conde Ruiz (19 ediciones)
- Carlos Cortés Rey (11 ediciones)
- Juan Carlos García González (15 ediciones)
- Daniel Hierrezuelo Navas (24 ediciones)
- Benjamín Jiménez Trujillo (11 ediciones)
- Óscar Perea Lorente (15 ediciones)
- Miguel Ángel Pérez Pérez (17 ediciones)
- Emilio Pérez Pizarro (17 ediciones)
- Carlos Peruga Embid (13 ediciones)

## Resultados
|  | Cuartos de final       | Cuartos de final      |                       |     | Semifinales | Semifinales |  |  | Final | Final |
|  |                        |                       |                       |     |             |             |  |  |       |       |
|  | 17 de febrero de 2022  |                       |                       |     |             |             |  |  |       |       |
|  |                        |                       |                       |     |             |             |  |  |       |       |
|  | Club Joventut Badalona | 62                    |                       |     |             |             |  |  |       |       |
|  | Club Joventut Badalona | 62                    | 19 de febrero de 2022 |     |             |             |  |  |       |       |
|  | Lenovo Tenerife        | 64                    |                       |     |             |             |  |  |       |       |
|  | Lenovo Tenerife        | 64                    | Lenovo Tenerife       | 74  |             |             |  |  |       |       |
|  | 17 de febrero de 2022  |                       | Lenovo Tenerife       | 74  |             |             |  |  |       |       |
|  |                        | Real Madrid           | 94                    |     |             |             |  |  |       |       |
|  | Real Madrid            | Real Madrid           | 94                    | 73  |             |             |  |  |       |       |
|  | Real Madrid            |                       | 20 de febrero de 2022 | 73  |             |             |  |  |       |       |
|  | Río Breogán            | 67                    |                       |     |             |             |  |  |       |       |
|  | Río Breogán            | 67                    | Real Madrid           | 59  |             |             |  |  |       |       |
|  | 18 de febrero de 2022  |                       | Real Madrid           | 59  |             |             |  |  |       |       |
|  |                        | Barça                 | 64                    |     |             |             |  |  |       |       |
|  | Valencia Basket        | Barça                 | 64                    | 83  |             |             |  |  |       |       |
|  | Valencia Basket        | 19 de febrero de 2022 |                       | 83  |             |             |  |  |       |       |
|  | UCAM Murcia            | 86                    |                       |     |             |             |  |  |       |       |
|  | UCAM Murcia            | 86                    | UCAM Murcia           | 90  |             |             |  |  |       |       |
|  | 18 de febrero de 2022  |                       | UCAM Murcia           | 90  |             |             |  |  |       |       |
|  |                        | Barça                 | 103                   |     |             |             |  |  |       |       |
|  | Barça                  | Barça                 | 103                   | 107 |             |             |  |  |       |       |
|  | Barça                  |                       |                       | 107 |             |             |  |  |       |       |
|  | BAXI Manresa           | 70                    |                       |     |             |             |  |  |       |       |
|  | BAXI Manresa           | 70                    |                       |     |             |             |  |  |       |       |

## Cuartos de final
| 17 de febrero de 2022, 18:30 | Club Joventut Badalona                                | 62–64                    | Lenovo Tenerife                                                                     | |  |
|                              | Parciales: 10-21, 13-15, 16-15, 23-13                 |                          |                                                                                     | |  |
|                              | Estadísticas Tomić 15 Tomić, Parra 9 Ribas 4 Parra 21 | Reporte Pts Reb Asts Val | Estadísticas 12 Shermadini 7 Shermadini, Doornekamp 3 Sastre, Huertas 18 Shermadini | Pabellón: Palacio Municipal de Deportes de Granada, Granada Asistencia: 5.421 espectadores Árbitros: Emilio Pérez Pizarro Fernando Calatrava Cuevas Martín Caballero Madrid Televisión: |  |

| 17 de febrero de 2022, 21:30 | Real Madrid                                                             | 73–67                    | Río Breogán                                      | |  |
|                              | Parciales: 27-16, 14-15, 16-19, 16-17                                   |                          |                                                  | |  |
|                              | Estadísticas Yabusele 17 Walter Tavares 11 Heurtel 10 Walter Tavares 22 | Reporte Pts Reb Asts Val | Estadísticas 16 Mahalbašić 9 Musa 4 Musa 18 Musa | Pabellón: Palacio Municipal de Deportes de Granada, Granada Asistencia: 6.319 espectadores Árbitros: Daniel Hierrezuelo Navas Carlos Peruga Embid Jordi Aliaga Solé Televisión: |  |

| 18 de febrero de 2022, 18:30 | Valencia Basket                                                   | 83–86                    | UCAM Murcia                                                   | |  |
|                              | Parciales: 14-28, 19-24, 31-9, 19-25                              |                          |                                                               | |  |
|                              | Estadísticas Rivero 20 Rivero, Dubljević 6 Van Rossom 7 Rivero 25 | Reporte Pts Reb Asts Val | Estadísticas 20 McFadden 6 Lima, Radović 6 Bellas 18 McFadden | Pabellón: Palacio Municipal de Deportes de Granada, Granada Asistencia: 6.159 espectadores Árbitros: Juan Carlos García González Benjamín Jiménez Trujillo Carlos Cortés Rey Televisión: |  |

| 18 de febrero de 2022, 21:30 | Barça                                                                   | 107–70                   | BAXI Manresa                                           | |  |
|                              | Parciales: 22-26, 30-16, 36-11, 19-17                                   |                          |                                                        | |  |
|                              | Estadísticas Davies, Mirotić 14 Davies, Abrines 5 Calathes 6 Mirotić 21 | Reporte Pts Reb Asts Val | Estadísticas 19 Francisco 6 Bako 3 García 19 Francisco | Pabellón: Palacio Municipal de Deportes de Granada, Granada Asistencia: 6.707 espectadores Árbitros: Miguel Ángel Pérez Pérez Antonio Conde Ruiz Óscar Perea Lorente Televisión: |  |

## Semifinales
| 19 de febrero de 2022, 18:30 | Lenovo Tenerife                                             | 74–94                    | Real Madrid                                                        | |  |
|                              | Parciales: 20-26, 18-24, 17-23, 19-21                       |                          |                                                                    | |  |
|                              | Estadísticas Shermadini 14 Wiltjer 6 Sastre 4 Shermadini 15 | Reporte Pts Reb Asts Val | Estadísticas 15 Tavares 5 Fernández, Yabusele 7 Heurtel 19 Tavares | Pabellón: Palacio Municipal de Deportes de Granada, Granada Asistencia: 6.918 espectadores Árbitros: Carlos Peruga Embid Benjamín Jiménez Trujillo Óscar Perea Lorente Televisión: |  |

| 19 de febrero de 2022, 21:30 | UCAM Murcia                                      | 90–103                   | Barça                                                        | |  |
|                              | Parciales: 16-32, 33-23, 23-18, 18-30            |                          |                                                              | |  |
|                              | Estadísticas Taylor 21 Webb 9 Taylor 7 Taylor 24 | Reporte Pts Reb Asts Val | Estadísticas 19 Laprovittola 8 Mirotić 8 Calathes 30 Mirotić | Pabellón: Palacio Municipal de Deportes de Granada, Granada Asistencia: 6.787 espectadores Árbitros: Daniel Hierrezuelo Navas Antonio Conde Ruiz Martín Caballero Madrid Televisión: |  |

## Final
| 20 de febrero de 2022, 18:30 | Real Madrid                                                               | 59–64                    | Barça                                                 | |  |
|                              | Parciales: 19-5, 10-13, 17-23, 13-23                                      |                          |                                                       | |  |
|                              | Estadísticas Heurtel 10 Deck, Yabusele, Taylor 5 Abalde 2 Hanga, Taylor 7 | Reporte Pts Reb Asts Val | Estadísticas 19 Mirotić 6 Şanlı 6 Calathes 19 Mirotić | Pabellón: Palacio Municipal de Deportes de Granada, Granada Asistencia: 6.918 espectadores Árbitros: Emilio Pérez Pizarro Antonio Conde Ruiz Fernando Calatrava Cuevas Televisión: |  |

| Campeones de la Copa del Rey 2022 |
| --------------------------------- |
| Bandera de Cataluña               |
| Barça 27.º título                 |

## MVP de la Copa
- Nikola Mirotić